# Exorista tenuipalpis
Exorista tenuipalpis là một loài ruồi trong họ Tachinidae.